# MÁV-Baureihe 394

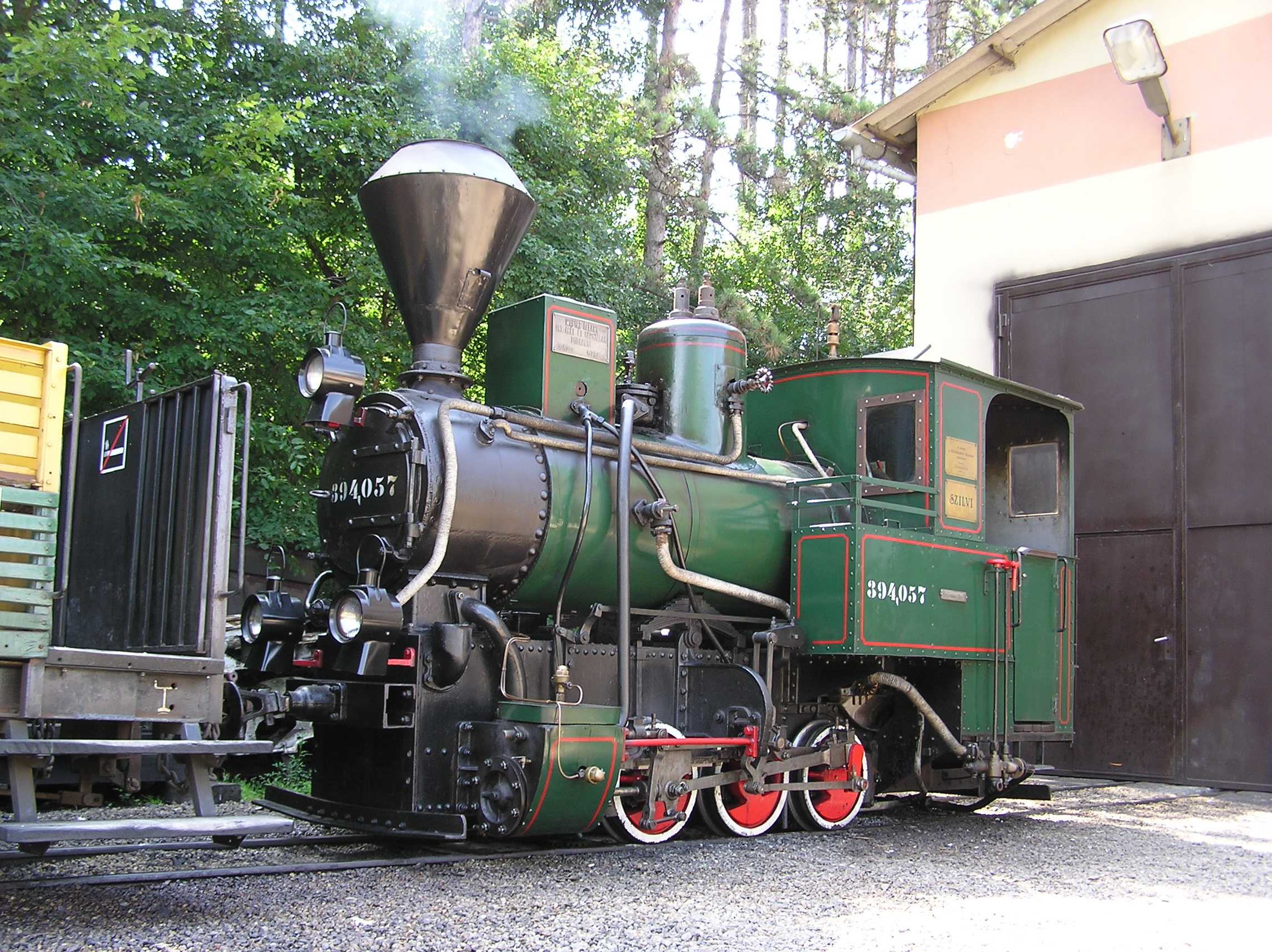
Foto der erhaltenen 394.057

In die MÁV-Baureihe 394 waren Schmalspur-Dampflokomotiven verschiedener Bauarten der Spurweite 760 mm bei den Magyar Államvasutak eingereiht worden. Auf Grund ihrer zahlenmäßig geringen Stückzahl wurden sie nicht in das offizielle Nummernschema vergangener Jahre aufgenommen.

## Geschichte
Die MÁV-Baureihe 394 waren ursprünglich neun 1915/16 gebaute Lokomotiven, die nach ihrem Einsatz bei der Heeresfeldbahn 1918 an andere Bahnverwaltungen abgegeben wurden. Die Lokomotiven 394.003 und 004 kamen im Zuge dessen nach Jugoslawien, wo sie später die Nummern JDŽ 181-001 und 002 erhielten.
In diese Baureihe wurden die Schmalspur-Dampflokomotiven der Baureihe kkStB U, von denen drei Stück über Umwegen über Polen und die Tschechoslowakei 1938/39 auf ungarische Schmalspurbahnen kamen, eingereiht.
Weitere Maschinen dieser Bezeichnung wurde 1949 von MÁVAG in Budapest hergestellt und waren vorwiegend auf der Szalajka-Eisenbahn im Einsatz. Von dieser Bauart wurden zwei Exemplare hergestellt. Sie sind nach der Bauart C’ n2T gefertigt worden, hatten eine Höchstgeschwindigkeit von 25 km/h, die Länge über Puffer betrug 4.966 mm, die Höhe 3.050 mm, der Gesamtradstand war 2.130 mm, sie besaßen zwei Zylinder mit je 220 mm Durchmesser und 290 mm Hub, einen Dampfdruck von 12 bar, die Leistung wurde mit 50 PS angegeben. Von den beiden gefertigten Exemplaren ist eine Lokomotive erhalten geblieben. Sie befindet sich bei der Széchenyi-Museumsbahn.